# Jordi Pijoan-López
Jordi Pijoan-López (Tortosa, 1970) és arqueòleg i escriptor. El 1991 es va traslladar a Barcelona per fer la carrera d'Arqueologia Prehistòrica, disciplina en la que compta amb nombroses publicacions. Com a escriptor ha cultivat diversos gèneres i ha obtingut premis en narrativa curta, com el del III Concurs de Conte JoEscric.com amb Una combinació prohibida. A més ha estat finalista al I Concurs Literari d'Humor Negre amb Psicofonia per a principiants i també finalista a les dues darreres edicions del Concurs de Contes Hiperbreus “El Basar” amb les obres Crua realitat i Sotjada. És pare de tres fills.

## Obra
Com a escriptor ha publicat:
- Tu no m’estimes  (Llibres de l'Índex, 2008).
- Sang Culé (Llibres de l'Índex, 2009).
- Mitja dotzena d'ous (Llibres de l'Índex, 2010).
- Clio Assassina (Tempestad, 2013).
- Els àngels de Sóar (Llibres de l'Índex, 2015).